# Bomis
 (janvier 2017).
Si vous disposez d'ouvrages ou d'articles de référence ou si vous connaissez des sites web de qualité traitant du thème abordé ici, merci de compléter l'article en donnant les références utiles à sa vérifiabilité et en les liant à la section « Notes et références ».
Bomis (/ˈbɒ.mɪs/, qui rime avec promise en anglais) est une entreprise point com connue pour avoir aidé la création de Nupedia et Wikipédia, deux projets d'encyclopédie en ligne. L'entreprise a été fondée par Jimmy Wales, Tim Shell et Michael Davis en 1996.

## Présentation
La compagnie essaya au départ une variété d'idées pour le contenu du site, en commençant par être un portail d'information à propos de la ville de Chicago. Le site élargit ensuite son contenu pour inclure des sujets destinés à un public masculin : les activités sportives, les automobiles et les femmes. Bomis devient populaire après s'être spécialisé dans le contenu classé X. « Bomis Babes » était un répertoire d'images érotiques. Le « Babe Engine » permettait aux utilisateurs de trouver du contenu érotique grâce à un moteur de recherche. Le directeur de la publicité remarqua que 99 % des recherches étaient effectuées pour trouver des femmes nues.
La fondation Wikipédia débuta en 2003 avec un conseil d'administration composé des trois fondateurs de Bomis (Wales, Davis et Shell) et le siège social était dans la même ville que Bomis, à St. Petersburg, en Floride. Wales investit 100 000 $ de la part de Bomis avant que Wikipédia ne devienne une fondation à but non lucratif. Wales démissionne de son rôle de CEO de Bomis en 2004. Shell est CEO de la compagnie en 2005, en même temps qu'il siège au conseil d'administration de Wikipédia.
L'entreprise est inactive depuis 2007.

## Histoire de la société

### Contexte
Jimmy Wales, doctorant à l'époque, quitta ses études avant de soutenir sa thèse pour aller travailler en finance. Michael Davis rencontra Wales en l'engageant chez Chicago Options Associates en 1994, en tant qu'opérateur de marché (en anglais : trader) se focalisant sur les options et les contrats à terme. Wales a eu du succès en déterminant les changements de prix des devises étrangères, et devient indépendamment riche. Wales devient ami avec Shell grâce à des discussions sur la philosophie sur une liste de diffusion.

### Fondation
Wales co-fonda Bomis avec comme associés Tim Shell et son directeur de l'époque : Michael Davis.

### Contenu
La source de revenu principale de Bomis était la vente de publicité sur le portail web bomis.com, ainsi que la vente sur le réseau d'images glamours, érotiques et pornographiques,.

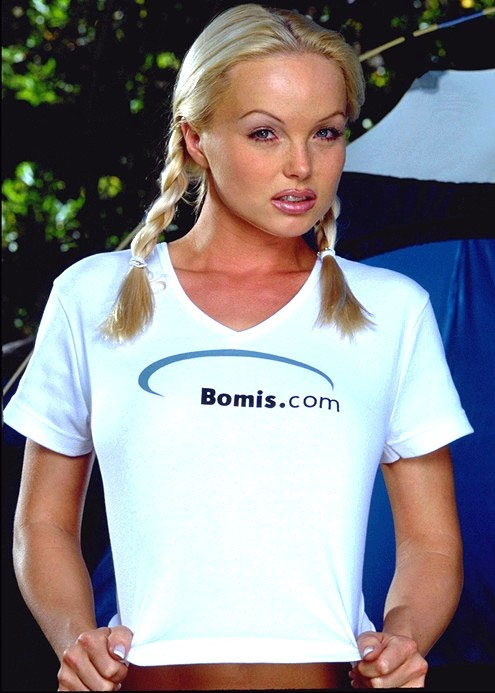
Silvia Saint avec le t-shirt Bomis

### Bomis et Wikipédia
Pour démarrer le projet Nupedia, Bomis s'adjoignit les services de Larry Sanger qui eut par la suite l'idée de Wikipédia.  Celle-ci était fondée sur le concept de wiki inventé par Ward Cunningham. Bomis lui fournit les infrastructures nécessaires sur le Web : bande passante nécessaire, espace disque, nom de domaine. Sans le soutien financier initial de Bomis, Wikipédia n'aurait pas pu survivre,.
Bomis restait propriétaire de quelques éléments de Wikipédia qui ne sont ni open source ni open content, c'est-à-dire dont la partie logicielle ou le contenu ne sont pas du domaine public comme les noms de domaine, jusqu'au transfert de ces propriétés à la Wikimedia Foundation qui a eu officiellement lieu le 20 juin 2003.